# Defterdar
Defterdar, visoki državni činovnik koji se brinuo o defteru. Stoljećima je defterdar bio jedan od najviših državnih činovničkih položaja u feudalnoj Turskoj, odgovoran za državnu blagajnu. Početkom XIX. st. glavni državni deferdar nazvan je ministrom financija.
Predstavljao je voditelja financija u državnoj upravi. Defterdar bio je član Visoke Porte.